# Falsischnolea
Falsischnolea is een kevergeslacht uit de familie van de boktorren (Cerambycidae). De wetenschappelijke naam van het geslacht werd voor het eerst geldig gepubliceerd in 1940 door Breuning.

## Soorten
Falsischnolea omvat de volgende soorten:
- Falsischnolea apicalis Martins & Galileo, 2001
- Falsischnolea flavoapicalis Breuning, 1940
- Falsischnolea nigrobasalis Breuning, 1940
- Falsischnolea pallidipennis (Chevrolat, 1861)